# Kawiarnia wiedeńska

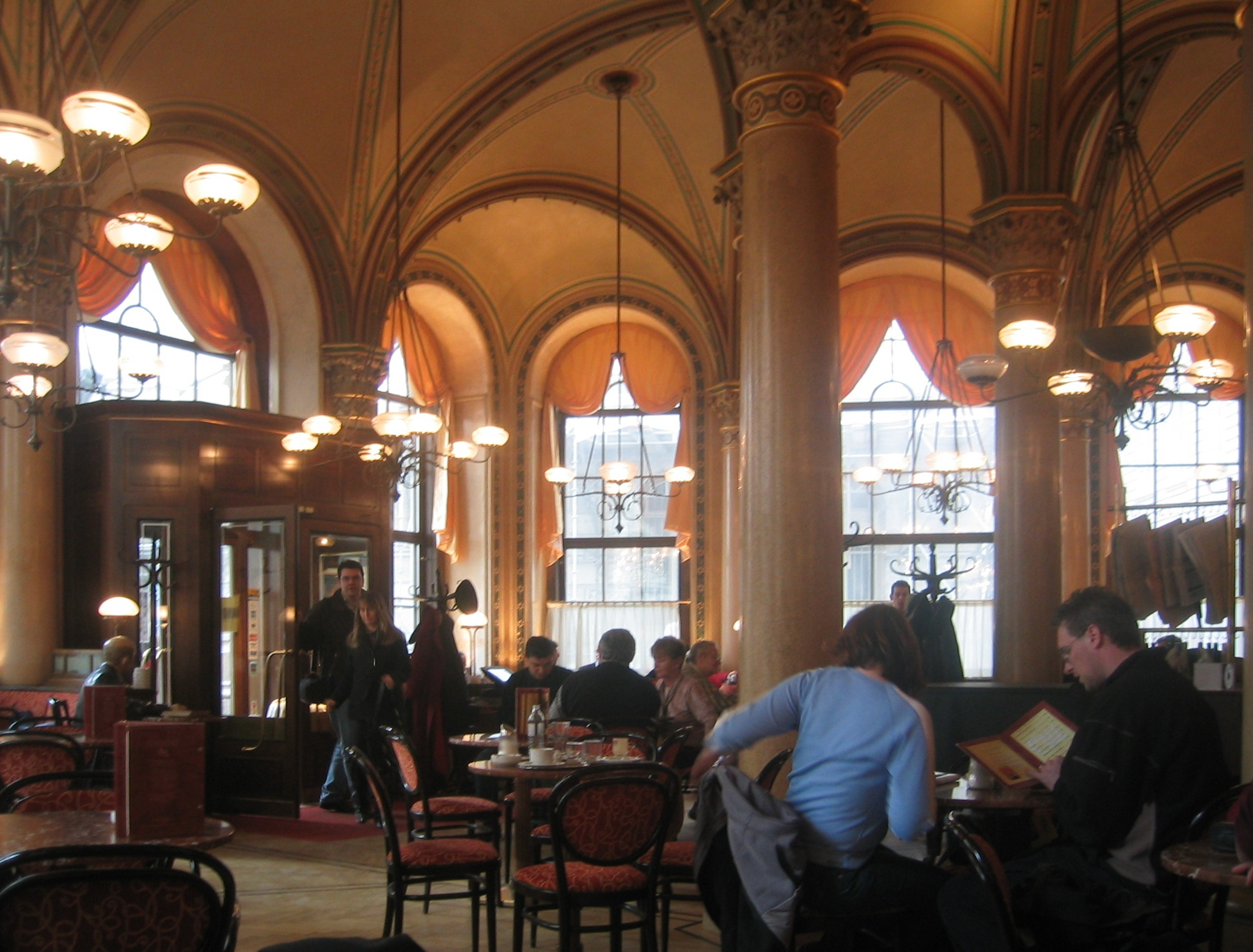
Wnętrze Café Central

Kawiarnia wiedeńska (niem. Wiener Kaffeehaus) – lokal kawiarniany, będący rodzajem wiedeńskiej instytucji, odgrywający istotną rolę w kształtowaniu kultury i tradycji tego austriackiego miasta. Początki kawiarni wiedeńskich sięgają roku 1683. W 2011 roku kawiarnie wiedeńskie zostały sklasyfikowane przez UNESCO jako niematerialne dziedzictwo kulturowe. Jedną z najpopularniejszych obecnie jest Café Central.

## Charakter kawiarni wiedeńskich

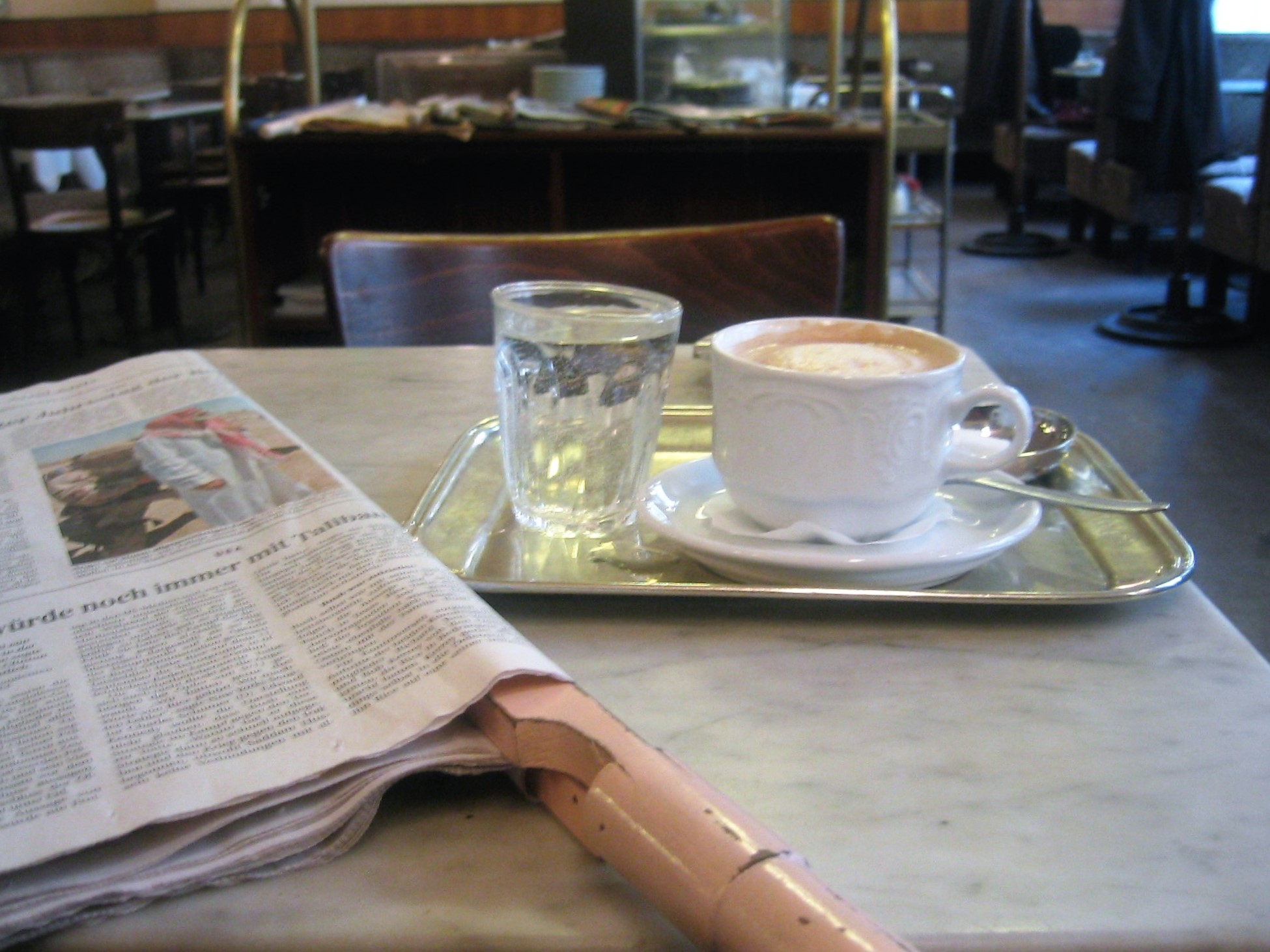
Wnętrze Café Bräunerhof

W przeciwieństwie do wielu innych tego typu miejsc na świecie, kawiarnie wiedeńskie chętnie przyzwalają na samotne, wielogodzinne siedzienie przy kawie, gdzie można czytać lub przeglądać gazetę. Do filiżanki kawy podawana jest koniecznie szklanka zimnej wody, a kiedy pobyt w kawiarni przedłuża się, kelner przynosi kolejną szklankę wody. Ma to oznaczać, że każdy gość ma prawo delektować się pobytem w kawiarni i nie może czuć presji opuszczenia jej po wypiciu swojej filiżanki kawy.
Styl i wystrój wiedeńskich kawiarni jest zróżnicowany, od wnętrz ciepłych i przyjaznych do nowoczesnych i stylowych. Klasycznym elementem wystroju wnętrza są stoliki z marmurowymi blatami oraz krzesła Michaela Thoneta. Najpopularniejszymi spośród nich były krzesło numer 4, numer 8 i numer 14. W kawiarniach wiedeńskich zwykle musi znajdować się selekcja aktualnych gazet do poczytania, szeroki wybór kawy, klimatyczne oświetlenie, ciasta i desery przyrządzane na miejscu, muzyka wykonywana na żywo oraz obsługa przy stolikach.
Kawiarnie wiedeńskie serwują głównie dania słodkie, w tym strudel jabłkowy (Apfelstrudel), ciastko rumowe Punschkrapfen czy kruchą tartę orzechowo-owocową o nazwie Linzer Torte, lecz również przekąski takie jak kiełbaski. Dostępne są takie wariacje kawy jak m.in. kleiner Schwarzer (wiedeńska wersja espresso), Melange (napój zbliżony do cappuccino) oraz Einspänner, czyli czarna kawa z bitą śmietaną na górze.
W wielu klasycznych kawiarniach (jak na przykład Café Central, Café Prückel) wieczorami odbywają się koncerty muzyki na żywo lub odczyty i spotkania literackie. W czasie letnich miesięcy, klienci często siadają na zewnątrz w tak zwanych Schanigarten.

## Historia
Pierwszą kawiarnię w Wiedniu otworzył w 1683 roku najprawdopodobniej armeński biznesmen Johannes Diodato, choć niektóre źródła błędnie podają, że był to Jerzy Franciszek Kulczycki. Podobne kawiarnie otworzono następnie w innych miastach, takich jak Praga, Budapeszt, Kraków czy Lwów.
Pod koniec XIX i na początku XX wieku, atmosfera wiedeńskich kawiarni przyciągała wielu czołowych pisarzy tego okresu, którzy odwiedzali je by się spotkać, wymienić myśli, a nawet tam tworzyć. Literatura i poezja, która powstawała w kawiarniach nosi dzisiaj nazwę „pisarstwa kawiarnianego”, a jej twórcy są dzisiaj określani mianem „kawiarnianych artystów”. Szczególną popularnością cieszyła się Café Griensteidl, następnie Café Central, a także Café Herrenhof, natomiast Café Museum była popularnym miejscem spotkań malarzy. Czasopismo Die Fackel Karla Krausa powstawało głównie w kawiarniach. Wśród innych poetów kawiarnianych wymienić można Arthura Schnitzlera, Alfreda Polgara, Friedricha Torberga i Egona Erwina Kischa. Słynnemu pisarzowi i poecie Peterowi Altenbergowi dostarczano nawet pocztę do jego ulubionej Café Central.
W latach 50. XX wieku powodzenie tego typu kawiarni drastycznie spadło wskutek rosnącej popularności kawiarni w stylu włoskich barów espresso. Kawiarnie wiedeńskie zaczęły być postrzegane jako staromodne i wiele z nich zostało zamkniętych. Ich popularność zaczęła wracać dopiero w latach 80., kiedy to obchodzono 300-lecie ich istnienia. W roku 1990 na nowo otworzono Café Griensteidl w miejscu gdzie oryginalnie działała ona w latach 1847–1897, jednak ostatecznie kawiarnia została zamknięta w 2017 roku. Jesienią 2011 roku kawiarnie wiedeńskie zostały sklasyfikowane przez UNESCO jako niematerialne dziedzictwo kulturowe. Na kawiarniach wiedeńskich odwzorowane są m.in. londyńskie The Wolseley i The Delaunay.

## Najpopularniejsze kawiarnie w Wiedniu

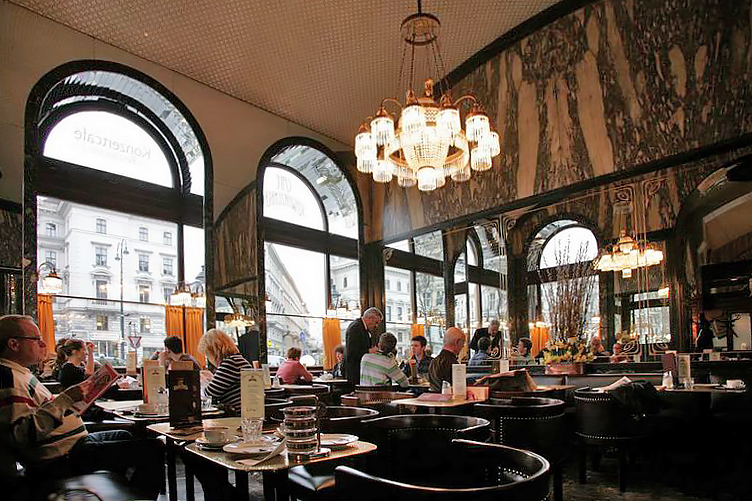
Café Schwarzenberg

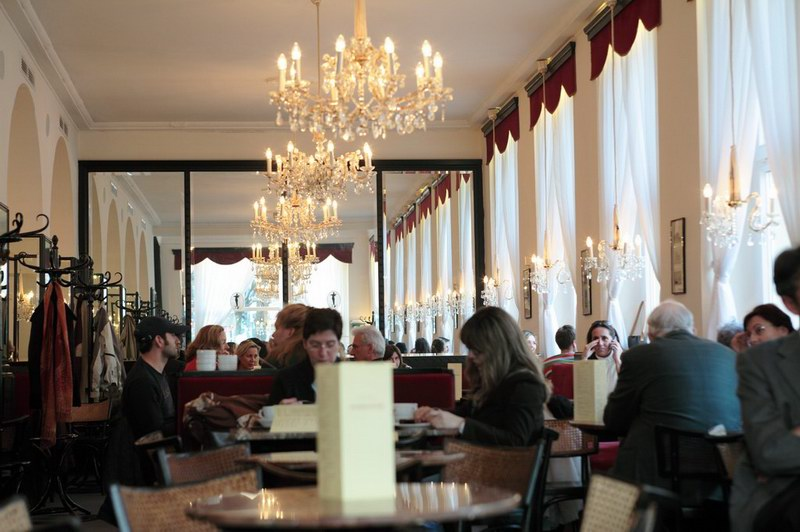
Café Dommayer

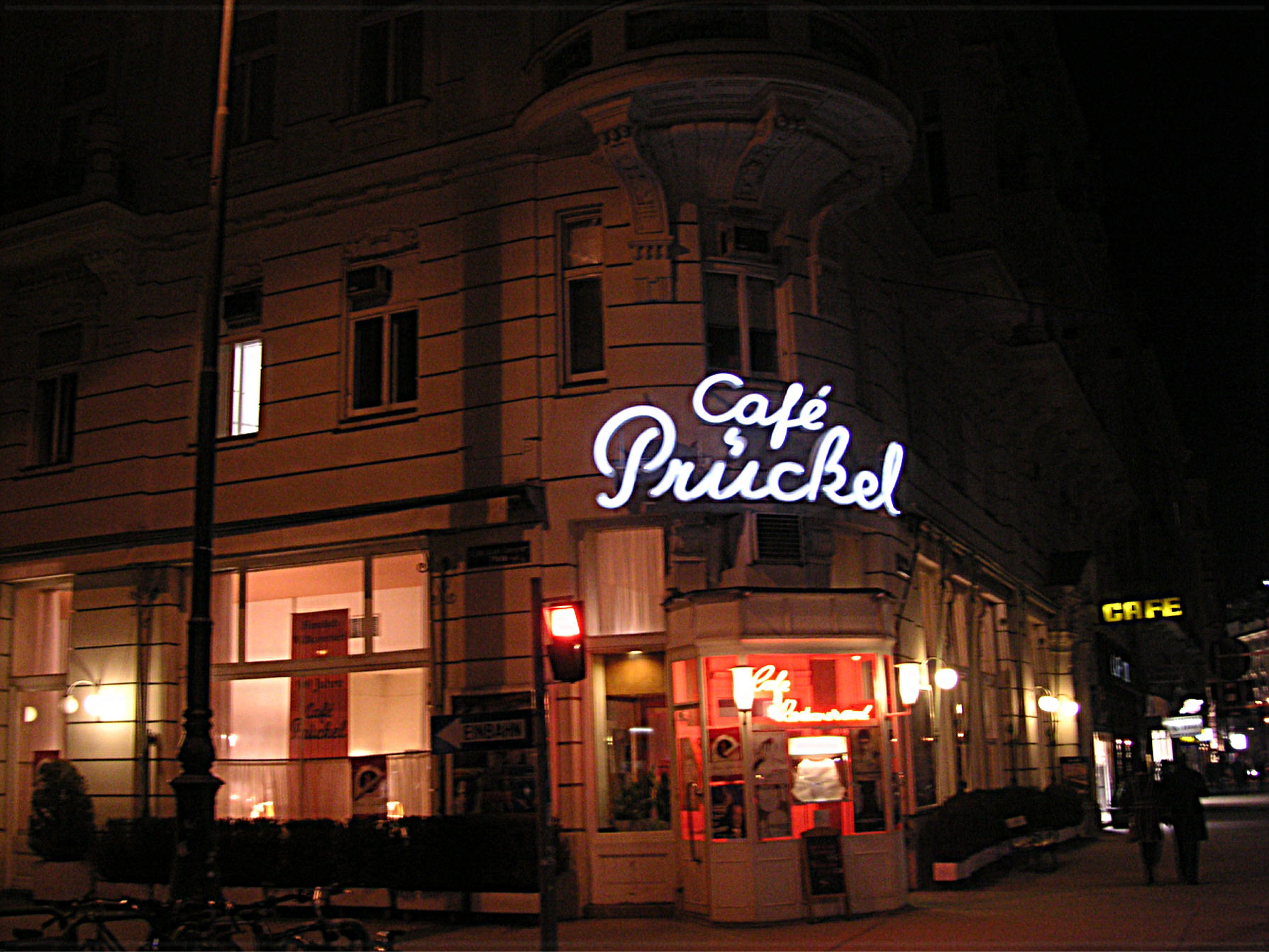
Café Prückel od zewnątrz

- Aida – znana sieć kawiarni na terenie całego Wiednia
- Kaffee Alt Wien, Bäckerstraße 9
- Café Bräunerhof, Stallburggasse 2 – ulubiona kawiarnia Thomasa Bernharda
- Café Central, w Pałacu Ferstel, wejście od Herrengasse 14 (róg Strauchgasse) – ulubiona kawiarnia Petera Altenberga
- Café Demel, Kohlmarkt 14 – bardziej znana z wyrobów cukierniczych niż jako typowa wiedeńska kawiarnia[12]
- Café Diglas, Wollzeile 10
- Café Dommayer, Dommayergasse 1
- Café Einstein, Rathausplatz 4
- Café Frauenhuber, Himmelpfortgasse 6 – najstarsza w Wiedniu, ulubiona kawiarnia Mozarta
- Café Griensteidl, Michaelerplatz 2 – ulubiona kawiarnia Lwa Trockiego
- Café Hawelka, Dorotheergasse 6
- Café Hummel, Josefstädterstraße 66
- Kleines Café, Franziskanerplatz 3
- Café Korb, Brandstätte 9
- Café Landtmann, Universitätsring 4 – ulubiona kawiarnia Zygmunta Freuda
- Café Mozart, Albertinaplatz 2 (naprzeciwko muzeum Albertina)
- Café Museum, Operngasse 7
- Café Prückel, Stubenring 24 (na rogu Doktor-Karl-Lueger-Platz)
- Café Raimund, Museumstraße 6
- Café Sacher, Philharmonikerstraße 4 (część Hotelu Sacher)
- Café Schottenring, Schottenring 19
- Café Schwarzenberg, Kärntner Ring 17 (na placu Schwarzenberg)
- Café Sperl, Gumpendorferstraße 11 – ulubiona kawiarnia Adolfa Hitlera
- Café Tirolerhof, Führichgasse 8
- Café Weinwurm, Stephansplatz 11